# آنیسیا کیردیاپکینا
آنیسیا کیردیاپکینا (روسی: Анися Бясыровна Кирдяпкина؛ زادهٔ ۲۳ اکتبر ۱۹۸۹) دونده پیاده‌روی سرعت اهل روسیه است.